# Ballinger, Texas
Ballinger [ˈbælᵻndʒər] är administrativ huvudort i Runnels County i Texas. Orten har fått sitt namn efter advokaten William Pitt Ballinger. Enligt 2010 års folkräkning hade Ballinger 3 767 invånare.